# 75 самых разыскиваемых Британским институтом кино фильмов
Ниже представлен список из 75 фильмов, составленный Британским институтом кино в 2010 году. В него включены «самые разыскиваемые фильмы», которые отсутствуют в Национальном архиве Британского института кино и имеют статус «пропавший, очевидно, утерянный». Критерий «самый разыскиваемый» подразумевает, что фильм был снят известным режиссёром либо в нём снимались известные актёры, либо он имел большой кассовый успех, либо лента снята в примечательном стиле, с использованием особой техники исполнения, новшеств, что делает её исторически важной.
В список включены фильмы, премьера которых состоялась между 1913 и 1984 годом. «Самые разыскиваемые десятилетия» — 1930-е годы (24 пункта), 1920-е (16) и 1940-е (14). «Самый разыскиваемый режиссёр» — Морис Элви (4 пункта из 75). Утерянный фильм Альфреда Хичкока «Горный орёл» (1926) стоит в этом списке по важности на первом месте, его называют «Святым Граалем историков кино».
В 2012 году Британский институт кино сообщил, что некоторые фильмы из данного списка были найдены, ещё несколько фильмов из списка были найдены после 2012 года.
По состоянию на 2017 год было найдено 15 из 75 разыскиваемых фильмов.

## Список
Зелёным выделены найденные фильмы, бледно-золотистым — ленты, от которых сохранилась некоторая часть.
| Год  | Название                                                                             | Режиссёр              | Комментарии |
| ---- | ------------------------------------------------------------------------------------ | --------------------- | --- |
| 1913 | Мария Мартен, или Тайна красного амбара Maria Marten, or the Mystery of the Red Barn | Морис Элви            | Первый фильм Мориса Элви. Лента рассказывает о нашумевшем Убийстве в Красном амбаре (1827) и снята на месте преступления. |
| 1914 | Этюд в багровых тонах A Study in Scarlet                                             | Джордж Пирсон         | Первый полнометражный британский фильм о Шерлоке Холмсе. |
| 1916 | Вехи Milestones                                                                      | Томас Бентли          | Первый британский фильм-сага, рассказывающий историю нескольких поколений одной семьи. |
| 1919 | Первые люди на Луне The First Men in the Moon                                        | Дж. Л. В. Лей         | Первая почти дословная экранизация произведения Герберта Уэллса. |
| 1920 | Удивительные поиски мистера Эрнеста Блисса The Amazing Quest of Mr. Ernest Bliss     | Генри Эдвардс         | |
| 1921 | Приключения мистера Пиквика The Adventures of Mr. Pickwick                           | Томас Бентли          | Одна из первых экранизаций произведения Чарльза Диккенса. |
| 1921 | Узкая долина The Narrow Valley                                                       | Сесиль Хепуорт        | Фильм был высоко оценён за отличные съёмки региона Саут-Даунс. |
| 1923 | Любовь, жизнь и смех Love, Life and Laughter                                         | Джордж Пирсон         | Был охарактеризован критиками-современниками как «классика экрана» и «шедевр». 2 апреля 2014 года копия фильма была найдена в нидерландском киноархиве. |
| 1923 | Женщина — женщине Woman to Woman                                                     | Грэм Каттс            | Альфред Хичкок выступил ассистентом режиссёра и сценаристом, не указанным в титрах. |
| 1924 | Побудка Reveille                                                                     | Джордж Пирсон         | Социально примечательная драма о Первой мировой войне. Скорее всего лента частично сохранилась в частных коллекциях. |
| 1924 | Лилия на аллее Lily of the Alley                                                     | Генри Эдвардс         | Экспериментальный немой фильм без интертитров. |
| 1924 | Кто этот человек? Who Is the Man?                                                    | Уолтер Саммерс        | Дебют Джона Гилгуда на экране. |
| 1926 | Лондон London                                                                        | Герберт Уилкокс       | Крупнобюджетный фильм с отличными съёмками лондонского района Лаймхаус. |
| 1926 | Мадемуазель из Армантьера Mademoiselle from Armentieres                              | Морис Элви            | Лидер британского кинопроката 1926 года. Сохранилось около трети фильма разрозненными фрагментами. |
| 1926 | Горный орёл The Mountain Eagle                                                       | Альфред Хичкок        | Единственный утерянный полнометражный фильм Хичкока (также утеряна его к/м лента «Эластичное дело» (1930)). Одна из самых разыскиваемых картин в мире, «Святой Грааль историков кино». |
| 1927 | Аркадианцы The Arcadians                                                             | Виктор Сэвилл         | Первый фильм Виктора Сэвилла. Удивительно, что немой фильм был снят по популярному одноимённому мюзиклу (1909). |
| 1927 | История флага The Story of the Flag                                                  | Энсон Дайер           | Первый полнометражный британский мультфильм. |
| 1927 | Кончики пальцев Tip Toes                                                             | Герберт Уилкокс       | |
| 1929 | Кривое полено The Crooked Billet                                                     | Адриан Брунел         | Одна из первых ролей Мэдлин Кэрролл. Фильм существовал как в немой, так и в звуковой версии, ни одна не найдена. |
| 1929 | Отбой The Last Post                                                                  | Дина Шурей            | Первый самостоятельный проект первой и единственной женщины-кинорежиссёра Британии того времени. |
| 1930 | Лорд Ричард в кладовке Lord Richard in the Pantry                                    | Уолтер Форде          | |
| 1930 | Скандальная школа The School for Scandal                                             | Морис Элви            | Единственный неудачно снятый фильм в цветовой технике Raycol colour. |
| 1930 | Слишком много крюков Too Many Crooks                                                 | Джордж Кинг           | Дебют Лоренса Оливье. |
| 1931 | Тупик Deadlock                                                                       | Джордж Кинг           | Первый британский драматический звуковой фильм. |
| 1931 | Выбор Хобсона Hobson’s Choice                                                        | Томас Бентли          | Источники расходятся во мнении, играл ли в этом фильме известный актёр-комик, певец и сочинитель песен Джордж Формби. Если снимался, то это его вторая роль в карьере. |
| 1931 | Two Crowded Hours                                                                    | Майкл Пауэлл          | Дебют Пауэлла как полноценного режиссёра (с указанием в титрах). Фильм имел неожиданный кассовый успех. |
| 1932 | Детектив Ллойд Detective Lloyd                                                       | Генри Макрэй          | Киносериал из 12 частей. Первый британский сериал, не рассчитанный на подростковую аудиторию. Известно, что лента существовала в 1977 году, но далее её следы теряются. |
| 1932 | Зловещий замок Castle Sinister                                                       | Уиджи Ньюмен          | Один из первых британских фильмов ужасов. Теглайн для того времени звучал невероятно интригующе: «Безумный доктор пытается поместить мозг девушки в голову обезьяно-человека». |
| 1932 | Люди из завтра Men of Tomorrow                                                       | Леонтина Саган        | Один из первых британских фильмов на тематику лесбиянства. Дебют актёра Роберта Доната. |
| 1933 | Мнение адвоката Counsel’s Opinion                                                    | Аллан Двон            | Один из первых фильмов студии Александра Корды. |
| 1933 | Да, мистер Браун Yes, Mr Brown                                                       | Джек Бьюкэнэн         | Бьюкэнэн впервые выступил как режиссёр и исполнитель главной роли. |
| 1934 | Badger's Green                                                                       | Адриан Брунел         | Первый фильм студии Энтони Хэвлок-Аллана. |
| 1934 | Тропа славы The Path of Glory                                                        | Даллас Бауэр          | Исключительно изощрённый и изысканный фильм типа quota quickie (халтура). |
| 1935 | Убийство в Монте-Карло Murder at Monte Carlo                                         | Ральф Инс             | Первая главная роль Эррола Флинна. |
| 1935 | Цена песни The Price of a Song                                                       | Майкл Пауэлл          | Один из лучших фильмов Пауэлла в стиле quota quickie (халтура). |
| 1935 | Публичная жизнь Генриха IX The Public Life of Henry the Ninth                        | Бернард Мейнуаринг    | Первый фильм студии Hammer Film Productions. |
| 1936 | Образованный Эванс Educated Evans                                                    | Уильям Бодайн         | Лучшая роль Макса Миллера. |
| 1936 | Человек за маской The Man Behind the Mask                                            | Майкл Пауэлл          | Последний фильм Пауэлла в стиле quota quickie (халтура). Сохранилась копия ленты, обработанная для релиза в США. Она называется «За маской» и является обрезанной версией оригинальной картины. |
| 1936 | Дело об убийстве скарабея The Scarab Murder Case                                     | Майкл Хэнкинсон       | Единственный фильм о приключениях детектива Фило Вэнса, снятый в Британии. |
| 1937 | Стервятник The Vulture                                                               | Ральф Инс             | Последний фильм режиссёра Ральфа Инса (10 апреля 1937 года 50-летний режиссёр погиб в ДТП). |
| 1938 | Гадюка The Viper                                                                     | Рой Уильям Нил        | Продолжение «Стервятника» (1937), снятое другим режиссёром в память о погибшем коллеге. |
| 1939 | Старые добрые деньки The Good Old Days                                               | Рой Уильям Нил        | |
| 1939 | Шила в мешке не утаишь Murder Will Out                                               | Рой Уильям Нил        | |
| 1940 | Доктор О’Дауд Dr. O’Dowd                                                             | Герберт Мейсон        | Дебют актрисы Пегги Камминс на экране. Первый британский фильм об Ирландии, восторженно принятый ирландскими кинокритиками. |
| 1941 | Этот человек опасен This Man Is Dangerous                                            | Лоренс Хантингтон     | Единственный утерянный фильм с Джеймсом Мейсоном. Некоторые источники сообщают, что лента была показана по британскому телевидению в 1987 году, но, скорее всего, это ошибка, и картина была утеряна раньше. |
| 1943 | Тупик Deadlock                                                                       | Рональд Хейнс         | Изощрённый триллер. Джон Слейтер играет обе роли братьев-близнецов. Фильм найден и доступен на DVD. |
| 1943 | Командир эскадрильи Икс Squadron Leader X                                            | Ланс Комфорт          | Фильм получил удивительно восторженные отзывы критиков. |
| 1944 | It's in the Bag                                                                      | Герберт Мейсон        | Лучший фильм с участием женского актёрского дуэта «Герт и Дейзи». |
| 1944 | Добро пожаловать, мистер Вашингтон Welcome, Mr. Washington                           | Лесли Хискотт         | Фильм найден ок. 2015 года. |
| 1945 | Поцелуйте невесту на прощание Kiss the Bride Goodbye                                 | Пол Людвиг Штейн      | Одна из первых ролей Джин Симмонс. Киноархив Джона Хантли заявил, что располагает «целым фильмом». |
| 1945 | Flight from Folly                                                                    | Герберт Мейсон        | Лучшая роль на экране актрисы театра Пэт Кирквуд. Последний фильм киностудии Теддингтона (разбомблена фашистской авиацией в июле 1944 года). |
| 1945 | For You Alone                                                                        | Джеффри Фейтфулл      | Один из двух фильмов, режиссёром которых выступил кинооператор Джеффри Фейтфулл. Снят маленькой студией Butcher’s Film Service, но несмотря на скромный бюджет стал лидером британского кинопроката 1945, 1948 и 1949 года. |
| 1945 | Мир обязан мне жизнью The World Owes Me a Living                                     | Вернон Сьюэлл         | Библиотека Конгресса заявила, что обладает «нитратным материалом» этого фильма. |
| 1948 | Благослови их всех Bless 'Em All                                                     | Роберт Джордан Хилл   | Дебют Макса Байгрейвса на экране. Сохранился 150-секундный трейлер фильма, кроме того, по данным на ноябрь 2012 года, на eBay продавалась сокращённая версия ленты под названием «Будьте добры, сержант». |
| 1948 | Но не зря But Not in Vain                                                            | Эдмон Гревиль         | Фильм совместного производства Великобритании и Нидерландов. Первая полнометражная послевоенная нидерландская картина. |
| 1948 | Где-то в политике Somewhere in Politics                                              | Джон Блейкели         | Фильм продолжительностью 108 минут, от которого сохранился лишь 18-минутный отрезок. |
| 1949 | Золотая Мадонна Golden Madonna                                                       | Ладислао Вайда        | Фильм совместного производства Великобритании и Италии, снятый венгерским режиссёром. |
| 1950 | Двойное признание Double Confession                                                  | Кен Эннакин           | Единственный британский фильм, в котором снялся Петер Лорре, но при этом режиссёром был не Альфред Хичкок. Фильм найден и доступен на DVD. |
| 1952 | Hammer the Toff                                                                      | Маклин Роджерс        | Фильм найден и выпущен на DVD в марте 2016 года. |
| 1952 | Приветствуйте Барина Salute the Toff                                                 | Маклин Роджерс        | Фильм найден и выпущен на DVD в ноябре 2013 года. |
| 1953 | История маленького городка Small Town Story                                          | Монтгомери Талли      | «Футбольный триллер». В фильме снялся известный игрок в крикет Денис Комптон, а также члены футбольных клубов «Арсенал» и «Миллуолл». Лента найдена, отреставрирована и доступна на DVD. |
| 1953 | Три шага в темноте Three Steps in the Dark                                           | Дэниел Бирт           | Фильм найден в Национальном архиве фото- и аудиодокументов Австралии. |
| 1954 | Алмаз The Diamond                                                                    | Монтгомери Талли      | Первый (и на десятилетия — единственный) британский полнометражный 3D-фильм. Известно, что 13 сентября 2006 года лента была показана в Голливуде, но дальше её следы теряются. Также некоторое время (по крайней мере, в мае 2014 года) первые пять минут фильма были доступны для просмотра на YouTube, но затем «аккаунт, связанный с этим видео, был удалён за неоднократное нарушение авторских прав». |
| 1957 | Жив в воскресенье Alive on Sunday                                                    | Альфред Треверс       | |
| 1957 | Вторая скрипка Second Fiddle                                                         | Морис Элви            | Последний фильм Мориса Элви. Лента найдена и выпущена на DVD. |
| 1960 | Линда Linda                                                                          | Дон Шарп              | Фильм показывался в паре с лентой «В субботу вечером, в воскресенье утром». |
| 1962 | Перекрёстная ловушка                                                                 | Роберт Хартфорд-Девис | Первый полнометражный фильм Хартфорд-Девиса. Лента примечательна исключительно натуралистичным показом сцен насилия для того времени. В 1967 году картина показывалась в паре с фильмом «Остров обречённых гореть», и после этого следы Crosstrap потерялись. В начале 2010-х чёрно-белая негативная копия ленты была найдена, отсканирована и отправлена на хранение в Британский институт кино.          |
| 1963 | Прощальное представление Farewell Performance                                        | Роберт Тронсон        | В фильме снялась музыкальная группа The Tornados и певец Хайнц Бурт. |
| 1968 | Другие люди The Other People                                                         | Дэвид Харт            | Один из двух фильмов, режиссёром которых выступил политактивист, писатель и бизнесмен Дэвид Харт. Лента никогда, нигде и никому не была показана. |
| 1969 | Обещание The Promise                                                                 | Майкл Хейс            | Первая в мире экранизация произведения Алексея Арбузова. За основу была взята пьеса «Мой бедный Марат» («Не бойся быть счастливым») (1965). |
| 1972 | Никто не заказывал любовь Nobody Ordered Love                                        | Роберт Хартфорд-Девис | Из-за плохого промоушена и некачественного панорамирования режиссёр забрал себе готовый фильм и все исходные материалы к нему, распорядившись уничтожить всё это после его смерти (Хартфорд-Девис умер в 1977 году); а сам переехал из Великобритании в США. |
| 1974 | Собиратель вишен The Cherry Picker                                                   | Питер Карран          | Сексплуатационный фильм средней жёсткости. В ролях певица Лулу, писатель Спайк Миллиган, комик Терри-Томас. Несколько копий очень плохого качества находятся в неизвестных частных руках, но оригинальные плёнка и негативы считаются утерянными. В июле 2016 года полный фильм был выложен на YouTube. |
| 1974 | Симптомы Symptoms                                                                    | Хосе Рамон Ларрас     | Фильм-участник Каннского кинофестиваля 1974 года. Несколько копий очень плохого качества находятся в неизвестных частных руках, но оригинальные плёнка и негативы считались утерянными. В феврале 2016 года стало известно, что лента обнаружена и будет выпущена на DVD. |
| 1984 | Где Парсифаль? Where Is Parsifal?                                                    | Генри Хелмен          | Фильм-участник Каннского кинофестиваля 1984 года, но в Великобритании и США так показан и не был. Предпоследняя роль Орсона Уэллса, последняя роль Питера Лоуфорда, также в ролях Тони Кёртис. Позднее режиссёр Генри Хелмен передал в дар Британскому институту кино «личную 35-мм плёнку с французскими субтитрами».                                                                                     |